# Rajaei Ayed
Rajaei Ayed (arabisch رجائي عايد فاضل حسن, DMG Raǧāʾī ʿĀyid Fāḍil Ḥasan; * 25. Juli 1993 in Amman), mit vollständigen Namen Rajaei Ayed Fadel Hasan, ist ein jordanisch-palästinensischer Fußballspieler.

## Karriere

### Verein
Rajaei Ayed erlernte das Fußballspielen in der Jugendmannschaft von al-Wihdat. Hier unterschrieb er am 1. Juli 2012 auch seinen ersten Vertrag. Der Verein aus Amman, der Hauptstadt des Königreiches Jordanien, spielte in der ersten jordanischen Liga, der Jordan League. 2014, 2015, 2016, 2018 und 2020 feierte er mit dem Verein die jordanische Meisterschaft. 2014 gewann er mit dem Verein den jordanischen FA Cup. Das Finale gegen den al-Baqa'a Club gewann man mit 2:0. Den Supercup gewann er 2014, 2018 und 2021. Beim Community Shield ging er 2017 und 2020 vom Platz. Im Januar 2022 zog es ihn nach Thailand. Hier unterschrieb er in Ratchaburi einen Vertrag beim Erstligisten Ratchaburi Mitr Phol. Sein Debüt in der ersten Liga gab er am 8. Januar 2022 (16. Spieltag) im Heimspiel gegen den amtierenden Meister BG Pathum United FC. Hier wurde er in der 65. Minute für Pathomchai Sueasakul eingewechselt. Das Spiel endete 1:1. Für Ratchaburi bestritt er 13 Erstligaspiele. Nach der Saison wurde sein Vertrag nicht verlängert.

### Nationalmannschaft
Rajaei Ayed spielt seit 2014 für die Nationalmannschaft von Jordanien.

## Erfolge
al-Wihdat
- Jordan League: 2014, 2015, 2016, 2018, 2020
- Jordan FA Cup: 2014
- Jordan Super Cup: 2014, 2018, 2021
- Community Shield: 2017, 2020